# Cyclophora dyschroa
Cyclophora dyschroa là một loài bướm đêm trong họ Geometridae.